# Billinge, Eslövs kommun
Billinge är en tätort i Eslövs kommun och kyrkby i Billinge socken i Skåne.
I Billinge ligger Billinge kyrka och hembygdsmuseet Gamlegård.
Billinge är känt för sina spettkakor som sedan 1918 bakats av Fricks spettkaksbageri och idag drivs i tredje generationen.[källa behövs]

## Historia
1898, då järnvägen Eslöv-Röstånga öppnades, inrättades Billinge station. Järnvägen lades ner 1961. 1904 öppnade Måns Andreasson Järnvägshotellet i Billinge. Måns Andreasson, 1850-1940, var en i Billinge känd kommunalman.
Marieholms Yllefabriks AB förvärvade 1943 av Stockamöllans AB den nedlagda snickerifabriken, Rönneådalens snickerifabrik som startats på 1920-talet. I lokalerna öppnades ett väveri med 18 mekaniska vävmaskiner. Utöver vävning förekom även tyglagning och totalt sysselsattes cirka 35 personer, en väveritekniker och i övrigt uteslutande kvinnlig arbetskraft. Verksamheten lades ner omkring 1950.
Stockholms privatbank hade runt 1918 etablerat ett kontor i Billinge som redan 1919 övertogs av Köpmannabanken. År 1921 överläts kontoret till Skånska banken. Skånska banken lämnade sedermera orten. Billinge hade senare ett sparbankskontor tillhörande Röstånga sparbank, som senare uppgick i större sparbanker. Även detta kontor har upphört.

## Befolkningsutveckling
| Befolkningsutvecklingen i Billinge 1960–2020 | Befolkningsutvecklingen i Billinge 1960–2020 | Befolkningsutvecklingen i Billinge 1960–2020 | Befolkningsutvecklingen i Billinge 1960–2020 | Befolkningsutvecklingen i Billinge 1960–2020 |
| -------------------------------------------- | -------------------------------------------- | -------------------------------------------- | -------------------------------------------- | -------------------------------------------- |
|                                              |                                              |                                              |                                              |                                              |
| År                                           |                                              |                                              | Folkmängd                                    | Areal (ha)                                   |
| 1960                                         | 1960                                         |                                              | 349                                          |                                              |
| 1965                                         | 1965                                         |                                              | 430                                          |                                              |
| 1970                                         | 1970                                         |                                              | 358                                          |                                              |
| 1975                                         | 1975                                         |                                              | 411                                          |                                              |
| 1980                                         | 1980                                         |                                              | 435                                          |                                              |
| 1990                                         | 1990                                         |                                              | 414                                          | 59                                           |
| 1995                                         | 1995                                         |                                              | 396                                          | 59                                           |
| 2000                                         | 2000                                         |                                              | 424                                          | 59                                           |
| 2005                                         | 2005                                         |                                              | 444                                          | 59                                           |
| 2010                                         | 2010                                         |                                              | 415                                          | 59                                           |
| 2015                                         | 2015                                         |                                              | 434                                          | 76                                           |
| 2020                                         | 2020                                         |                                              | 459                                          | 80                                           |
|                                              |                                              |                                              |                                              |                                              |